# Ustawiacz

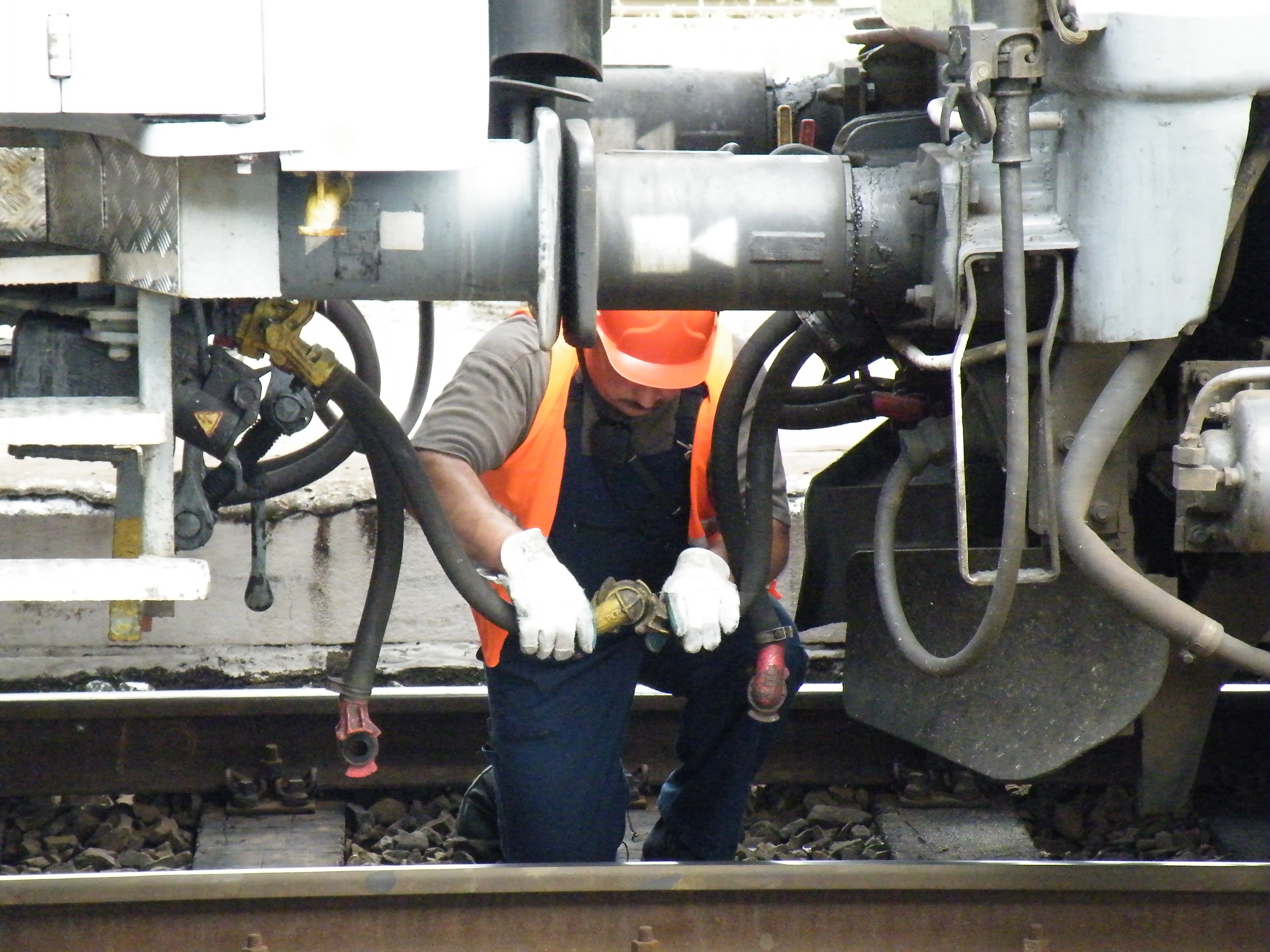
Ustawiacz łączący skład wagonów z lokomotywą

Ustawiacz – osoba wykonująca i nadzorująca prace manewrowe na taborze kolejowym. 
Ustawiacz ma za zadanie łączenie i rozłączanie składu wagonów, kierowanie pracą drużyny manewrowej, manewrowanie przy użyciu lokomotywy oraz obsługę punktu ładunkowego.